# South Charleston (West Virginia)
South Charleston is een plaats (city) in de Amerikaanse staat West Virginia, en valt bestuurlijk gezien onder Kanawha County.

## Demografie
Bij de volkstelling in 2000 werd het aantal inwoners vastgesteld op 13.390.
In 2006 is het aantal inwoners door het United States Census Bureau geschat op 12.578, een daling van 812 (-6.1%).

## Geografie
Volgens het United States Census Bureau beslaat de plaats een oppervlakte van
21,5 km², waarvan 19,2 km² land en 2,3 km² water.

## Geboren
- Kathy Mattea (1959), countryzangeres

## Plaatsen in de nabije omgeving
De onderstaande figuur toont nabijgelegen plaatsen in een straal van 12 km rond South Charleston.